# Lochdon Free Church
De Lochdon Free Church is een klein monumentaal kerkje van de Free Church of Scotland in het Schotse dorp Lochdon op het eiland Mull.
De plaatselijke kerkelijke gemeente is opgericht na de disruption (afscheiding) in 1843. 300-400 mensen kwamen in de open lucht bijeen nabij de Lochdonhead Bridge. De gemeente krijgt toestemming van de landheer van Mull om een kerk te bouwen. Het basaltstenen kerkje wordt voltooid in 1852, iets vertraagd door de hongersnood die in die tijd op het eiland heerste. Een kleine klokkentoren op de westgevel maakte het kerkje compleet. In het interieur is veel hout gebruikt. Rond het kerkje is een kerkhof gelegen, de graven dateren uit de periode 1860-1881. Bezienswaardig is ook de stenen omwalling (Boundary Wall).
In 1900 kwam de kerk door de vereniging terug bij de Church of Scotland. Op 14 januari 1930 fuseerde de gemeente met die van Torosay. In 1964 wordt het gebouw afgestoten en terug verkocht aan de Free Church of Scotland, dat deel van de kerk wat niet was meegegaan tijdens de fusie van 1900. Heden ten dage worden nog steeds kerkdiensten gehouden in het gebouw.

## Referenties

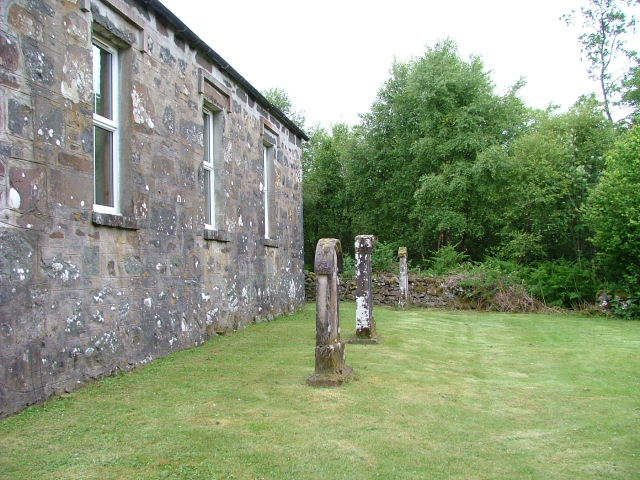
De oudste graven op de begraafplaats